# École du Val-de-Grâce
L'École du Val-de-Grâce (EVDG) est un établissement militaire d’enseignement qui coordonne l’ensemble des formations médicales et paramédicales du service de santé des armées.
L'école a été créée le 9 août 1850, sur décision de Louis-Napoléon Bonaparte et porte le nom, sous le Second Empire d'«École impériale d'application de médecine et de pharmacie militaires».
Elle fédère l’ensemble de l’enseignement et de la formation des différents personnels du service de santé des armées. Elle s’appuie sur l’École de santé des armées (ESA), l'École du personnel paramédical des armées (EPPA), sur l’Institut de recherche biomédicale des armées (IRBA) et les Hôpitaux d'instruction des armées (HIA). Elle assure aussi bien la formation initiale que la formation continue des cadres d’active et de réserve, officiers ou cadres militaires infirmiers et techniciens des hôpitaux des armées.

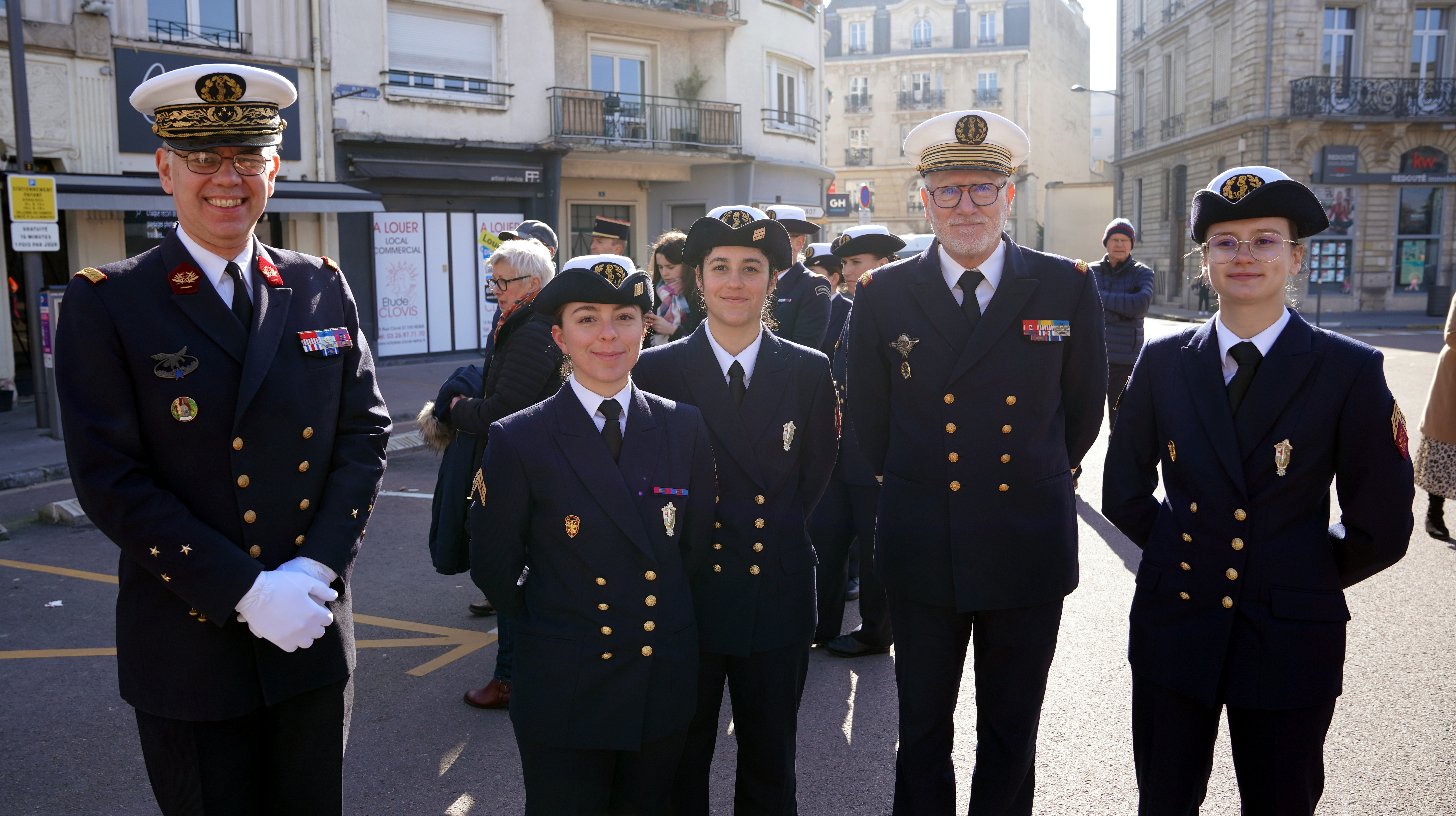
Élèves avec le général Guillaume Pelée de Saint-Maurice, directeur de l’École du Val-de-Grâce.